# سیارک ۶۹۵۵
سیارک ۶۹۵۵ (به انگلیسی: 6955 Ekaterina، نامگذاری:1987SP15) شش هزار و نهصد و پنجاه و پنجمین سیارک کشف شده‌است که در ۲۵ سپتامبر ۱۹۸۷ کشف شد.
قدر مطلق سیارک برابر ۱۱٫۸۰ است.